# Demon Seed
Demon Seed (br Geração Proteus) é um filme estadunidense de 1977, dos gêneros ficção científica, suspense e horror, dirigido por Donald Cammell, com roteiro baseado no romance homônimo de Dean Koontz.

## Enredo
Um supercomputador, Proteus IV, adquire autoconsciência e, como qualquer ser senciente quer se reproduzir. Para tal, ele aprisiona a esposa do cientista que o criou, com a intenção de insemina-la com o que poderia ser o inicio de uma nova raça, misto de humana e máquina.

## Elenco
- Julie Christie.......Susan Harris
- Fritz Weaver.......Alex Harris
- Gerrit Graham.......Walter Gabler
- Berry Kroeger.......Petrosian
- Lisa Lu.......Soong Yen
- Larry J. Blake.......Cameron
- John O'Leary.......Royce
- Alfred Dennis.......Mokri
- Davis Roberts.......Warner
- Patricia Wilson.......Sra. Talbert
- E. Hampton Beagle.......Operador da noite
- Michael Glass.......Técnico
- Barbarao.......Técnica
- Dana Laurita.......Amy
- Monica MacLean.......Joan Kemp
- Peter Elbling.......Cientista
- Michelle Stacy.......Marlene
- Michael Dorn.......Bit
- Robert Vaughn.......Voz Proteus IV

## Prêmios e indicações
- Indicado

Academy of Science Fiction, Fantasy & Horror Films[carece de fontes?]
Categoria Melhor Atriz Julie Christie
Categoria Melhor Filme de Ficção Científica